# Église Saint-Romain de Saint-Romain-de-Vignague
Pour les articles homonymes, voir Saint-Romain.
L'église Saint-Romain de Saint-Romain-de-Vignague est une église catholique située dans la commune de Sauveterre-de-Guyenne, dans le département de la Gironde, en France.

## Localisation
L'église est située au cœur du lieu-dit Saint-Romain-de-Vignague, au sud de la ville de Sauveterre, le long de la route départementale D670 (ancienne route nationale 670).

## Historique
L'édifice, initialement construit au XIe siècle, a vu son chevet rebati au XIIe siècle puis a subi quelques aménagements au XIVe siècle ; il a été inscrit au titre des monuments historiques le 16 avril 2002 en totalité après l'avoir été en 1925 pour ses chœur et abside.

## Galerie

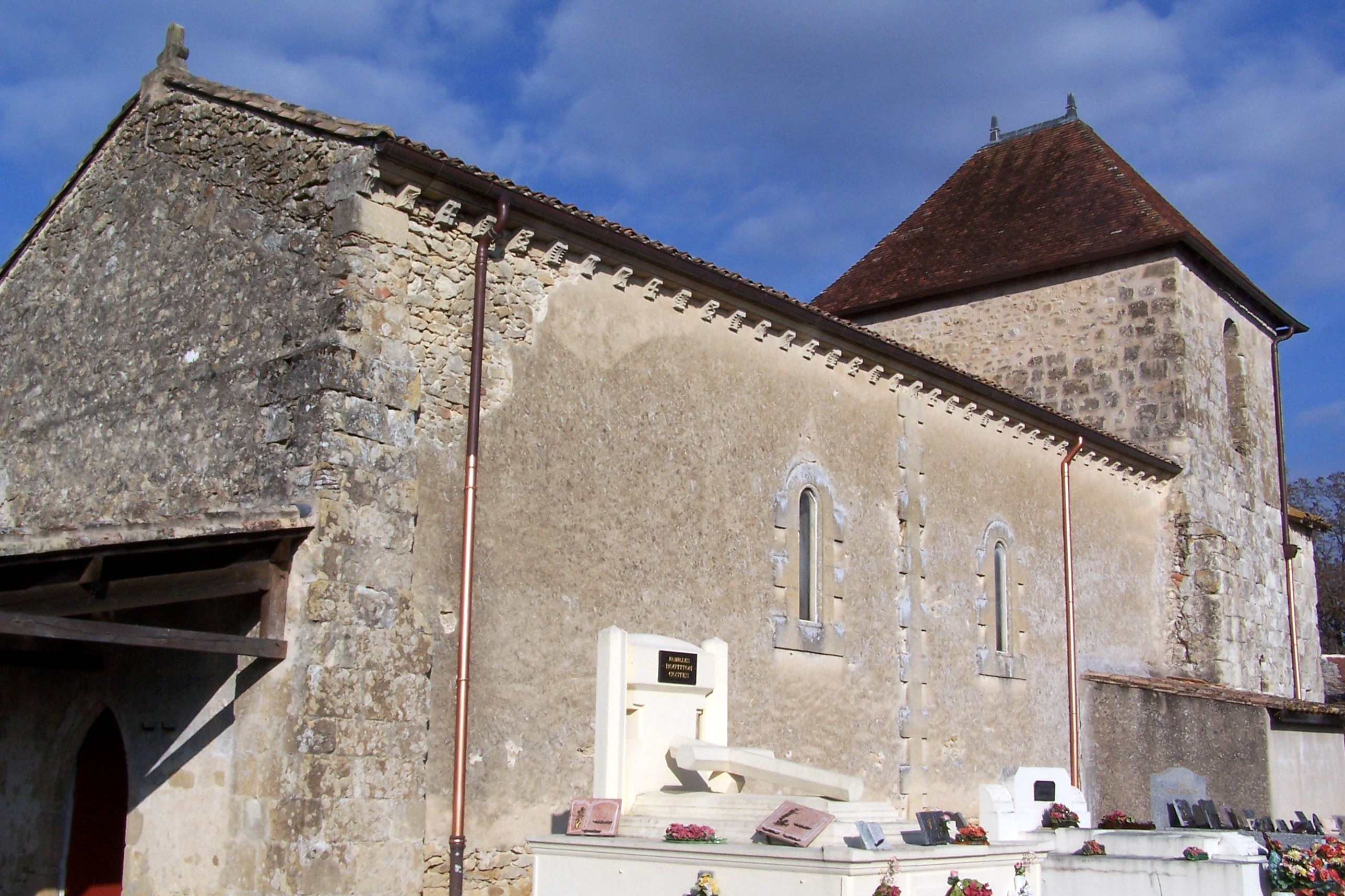
Vue sud-ouest (fév. 2012)
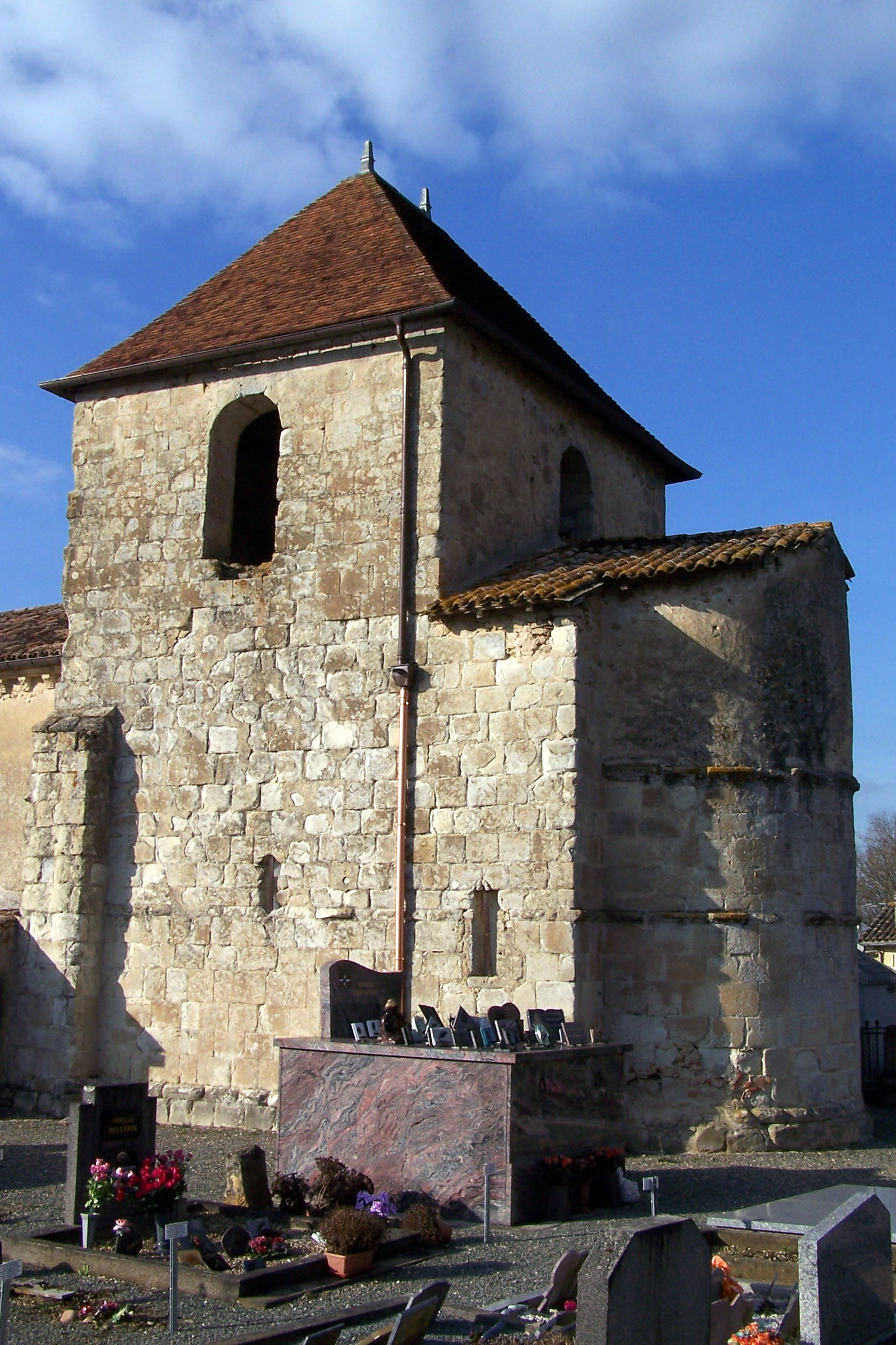
Clocher et chevet (fév. 2012)
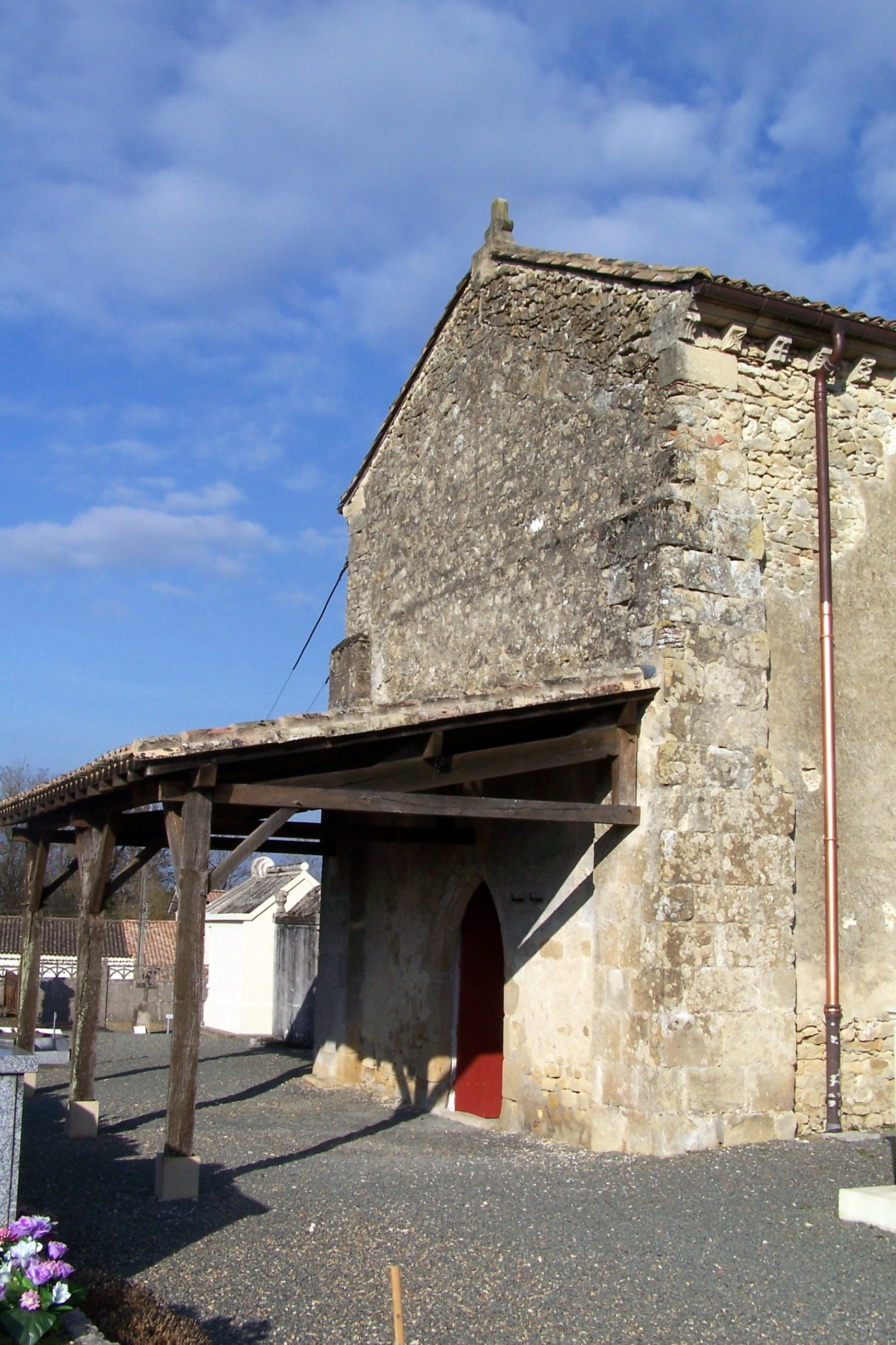
Le porche en façade ouest (fév. 2012)
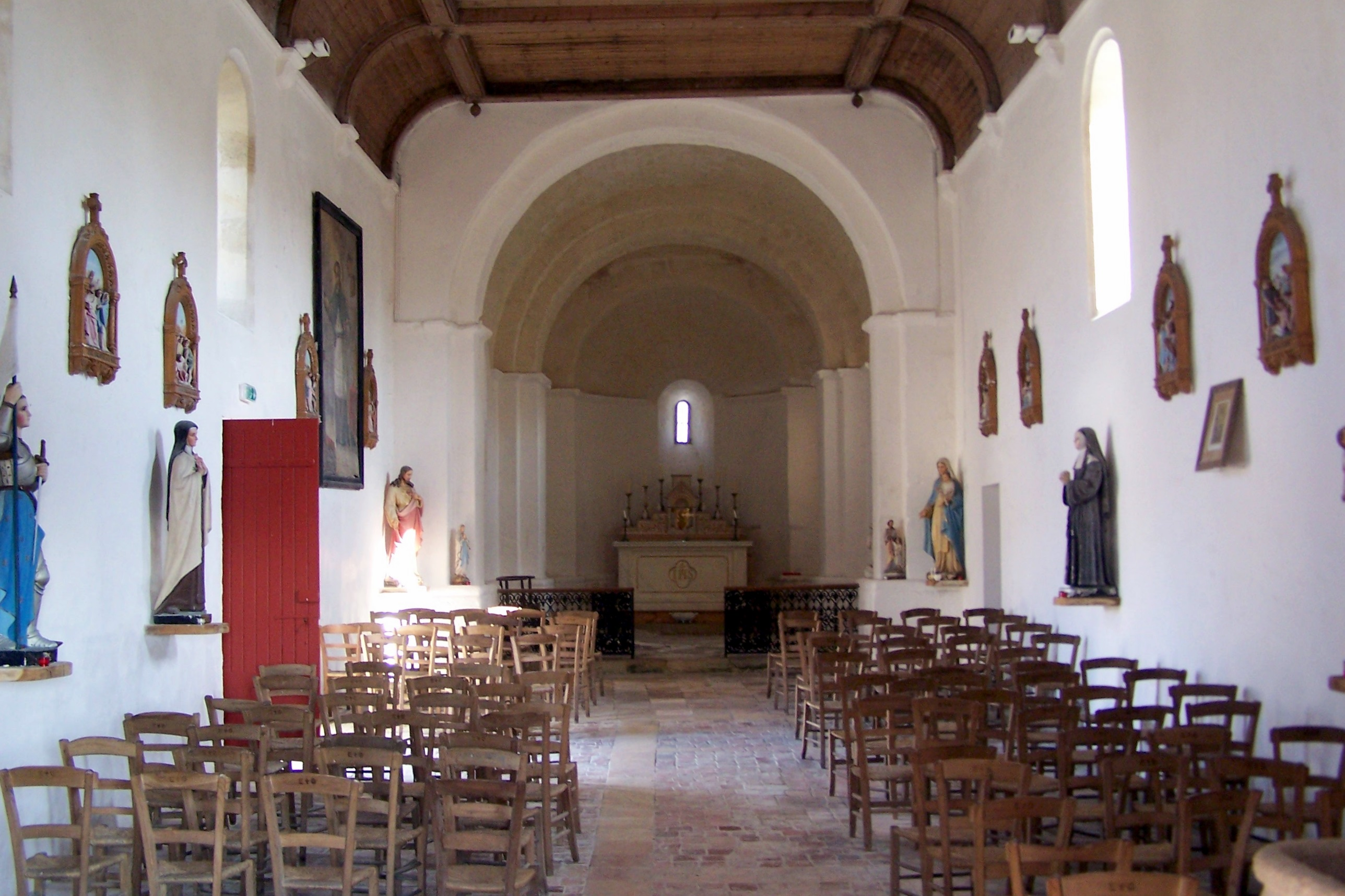
La nef (fév. 2012)